# Poneridia quadrinotata
Poneridia quadrinotata es una especie de insecto coleóptero de la familia Chrysomelidae.
Fue descrita científicamente en 1890 por Blackburn.